# Hawa Mahal
Hawa Mahal (u prijevodu: "Palača vjetrova" ili "Palača Lahorea") palača je u gradu Jaipuru u Indiji, otprilike 300 kilometara od glavnog grada Delhija. Izgrađena je od crvenog i ružičastog pješčenjaka, a nalazi se na rubu Gradske palače u Jaipuru i proteže se do Zenane, ili ženskih četvrti.
Ova je građevina izgrađena 1799. godine po nalogu savojskog maharadže Pratap Singha, unuka savojskog maharadže Jayi Singha, koji je bio osnivač Jaipura. Bio je inspiriran jedinstvenom strukturom Khetri Mahala pa je izgradio ovu veliku i povijesnu palaču. Dizajnirao ju je Lal Chand Ustad. Njegov vanjski izgled na pet katova podsjeća na saće sa svojih 953 mala prozora nazvana jharokas ukrašena zamršenim rešetkama. Prvotna namjera dizajna rešetke bila je omogućiti kraljevskim damama da promatraju svakodnevni život i festivale koji se slave na ulici ispod, a da ih se ne vidi, jer su morale poštovati stroga pravila "purdaha", koja su im zabranjivala pojavljivanje u javnosti bez pokrivanja lica. Ova arhitektonska značajka također je omogućila prolaz hladnog zraka izloženog Venturijevom efektu, čime je cijelo područje bilo ugodnije tijekom visokih ljetnih temperatura. Mnogi ljudi vide Hawa Mahal iz ulične perspektive i misle da je to prednji dio palače, a zapravo je stražnji dio.
Godine 2006., nakon pauze od 50 godina, poduzeti su radovi na obnovi Mahala kako bi se obnovio spomenik po procijenjenoj cijeni od 4,568 milijuna Rs. Korporacijski sektor pomogao je u očuvanju povijesnih spomenika Jaipura, a „Jedinična zadužbina Indije” preuzela je održavanje Hawa Mahala. Palača je prošireni dio ogromnog kompleksa. Slike uklesane u kamenu, mali prozori i lučni krovovi neka su od obilježja ovog popularnog turističkog mjesta. Spomenik također ima delikatno oblikovane viseće vijence.

## Galerija
- Detaljan pogled na fasadu s glavne ceste
- Pogled sa stražnje strane
- Detalj s istočnog zida
- Vitraji u boji. Kada sunčeva svjetlost prodre, cijela komora je ispunjena spektrom raznih boja.